# ماجد هزازي
ماجد هزازي هو لاعب سعودي من مواليد 1987 يلعب حالياً في نادي السد.

## مسيرة اللاعب
لعب في نادي النصر السعودي. صعد للفريق الأول موسم 2007 - 2008، وحقق مع الفريق كأس الأمير فيصل بن فهد، واستدعي بعدها للمنتخب السعودي في معسكر أوروبي ولم يُستدعى بعدها، انتقل في موسم 2010 - 2011 إلى نادي التعاون بسبب عدم قناعة المدرب الإيطالي والتر زينغا به ولعب لمدة موسم في نادي التعاون بعدها انتقل إلى نادي الرائد و بعدها عاد إلى نادي التعاون و في عام 2015 وقع مع نادي الفتح و لعب معهم 3 مواسم و لعب بعدها مع نادي أحد ونادي ضمك ونادي الجبلين ونادي العروبة ونادي هجر ونادي الشعلة ونادي السد.

## روابط خارجية
ماجد هزازي على موقع كووورة